# Maria Genescà i Sitjes
Maria Genescà i Sitjes (Casserres, Berguedà, 28 d'octubre de 1954 - Casserres, Berguedà, 2 de març de 2022), va ser una bibliotecària catalana.
Diplomada en Biblioteconomia i Documentació per la Universitat de Barcelona, i llicenciada en Documentació per la Universitat Oberta de Catalunya.
Va dedicar la major part de la seva trajectòria professional com a directora de la Biblioteca de l'Observatori de l'Ebre, des de l’any 1983, quan encara formava part de la Facultat de Física de la Universitat de Barcelona, i fins al 2018, any en què es va jubilar. La Biblioteca de l'Observatori de l'Ebre és una biblioteca centenària fundada el 1904, especialitzada en les ciències de la terra i de l'espai, que agrupa cinc col·leccions especials: el Llegat Landerer, Fons Monturiol (format per mig centenar de volums), Fons Revista Ibérica, Fons cartogràfic de la Biblioteca de l’Observatori de l’Ebre (1795-2017) i el Fons astronòmic del P. Lluís Rodés. Genescà va fer visibles tots aquests fons a través de la biblioteca virtual. Va col·laborar en la recollida de dades i documentació per a estudis històrics científics, principalment en el camp de la meteorologia, la paleontologia, la física i l'astrofísica; per exemple, la seva recerca va permetre determinar la data exacta de la caiguda d'un meteorit al Prat de Cabanes l'any 1916, que va ser observat per astrònoms i meteoròlegs de l'Observatori. Genescà va recuperar la figura del geòleg i astrònom valencià Josep Joaquim Landerer, que l'any 1900 va fer difusió a Europa del lloc privilegiat que seria Elx per a l'observació de l'eclipsi total de sol que tingué lloc el 28 de maig d'aquell any. Landerer i Camille Flammarion van ser els dos científics més destacats que van viatjar a Elx per a observar-hi aquell fenomen astronòmic.
Entre la seva tasca professional, destaca primer la integració del catàleg de revistes de la Biblioteca de l'Observatori a la xarxa de Biblioteques del CSIC, entre els anys 1991 i 1992; i posteriorment l'any 2009 amb la integració de tot el fons de la biblioteca al catàleg de la Universitat Ramon Llull, de la qual era membre de la Comissió de Biblioteques, així com al Catàleg Col·lectiu de les Universitats de Catalunya. Genescà també va localitzar més de vuitanta llibres de la biblioteca particular de Narcís Monturiol; una setantena van pertànyer a l'inventor de l'Ictineu i catorze eren del seu fill, Joan Monturiol. La investigació de Genescà va començar al principi de la dècada del 1990, quan en una reorganització de la Biblioteca va trobar un llibre d'arquitectura naval del qual l'autor, Joan Monjo, dedicava al «seu amic Narcís Monturiol». Aleshores va començar a buscar llibres sobre temes similars en el fons de la biblioteca i en va trobar d'altres que duien com a data d'entrada el 16 d'agost de 1944. Després, un antic investigador del centre, Josep Oriol Cardús, va confirmar-li que ell mateix havia anat a casa de la família Monturiol a recollir els llibres i Genescà va continuar la cerca i catalogació de les obres procedents d'aquella donació, tasca que va concloure el 2010.
Maria Genescà va intervenir en el documental A les fosques: la memòria de la Tortosa bombardejada, basat en el Diario en tiempo de guerra: 20 de julio de 1936 a 22 de octubre de 1938, del pare Lluís Rodés i Campderà, que era director de l'Observatori i va ser testimoni dels bombardejos que va patir Tortosa.
De l'any 2014 a 2016 va coorganitzar l'exposició «Revista Ibérica: divulgació, ciència i enginy» que es va presentar a l'Observatori de l'Ebre, a l'Institut d'Estudis Catalans, al Museu Nacional de la Ciència i de la Tècnica de Catalunya i a la Residència d'Investigadors del CSIC de Barcelona.

## Selecció d'articles
- Curto, J. J.; Genescà i Sitjes, Maria; Blanca, Maria José «Patrimoni a l'Observatori de l'Ebre: una biblioteca centenària». Plecs d'Història Local, (Febrer 2020), pàg. 18-19.
- Genescà i Sitjes, Maria «"Ibérica" : primera revista de divulgació científica i tecnològica de l'Estat, editada a l'Observatori de l'Ebre (1913-1925)». Actes d'Història de la Ciència i de la Tècnica, vol. 1, n. 1, (2008), pàg. 377-386. ISSN: 2013-1666.
- Genescà i Sitjes, Maria. El llegat Landerer a l’Observatori de l’Ebre. 2ª edició, augmentada i convertida a format digital.  2012: Publicacions de l'Observatori de l'Ebre, 2012 (Miscel·lània ; 47).
- Genescà i Sitjes, Maria «Ibérica magazine (1913-2004) and the Ebro Observatory». Contributions to Science, vol. 9, n. 2, (2013), pàg. 159-168.
- Genescà i Sitjes, Maria; Clemente i Martínez, Carme; Mauri, Maria; Burgos, Zoraida. Fons Monturiol a la Biblioteca de l'Observatori de l'Ebre: anàlisi grafològica de les anotacions i estudi de l'estat de conservació.  Castelló: XIV Trobada de la Societat Catalana d'Història de la Ciència i de la Tècnica (SCHCT), 2016.
- Curto, J.J.; Solé, J.G.; Genescà, M.; Blanca, M.J.; Vaquero, J.M. «Historical Heliophysical Series of the Ebro Observatory» (en anglès). Solar Physics, 291, 2016, pàg. 2587-2607 [Consulta: 6 març 2022].